# Rulon Gardner
Rulon E. Gardner (ur. 16 sierpnia 1971) – amerykański zapaśnik w stylu klasycznym. Dwukrotny medalista olimpijski.
Złoty z Sydney 2000, brązowy z Aten 2004 roku. W Sydney niespodziewanie triumfował, w finale pokonując niepokonanego przez 13 lat Rosjanina Aleksandra Karelina. Mistrz Świata z 2001 roku, srebrny medalista igrzysk panamerykańskich z 2003 roku. Czterokrotny medalista mistrzostw panamerykańskich. Trzykrotny mistrz, w tym raz w stylu wolnym. Pierwsze miejsce w Pucharze Świata w 1996 roku.
31 grudnia 2004 roku zaliczył epizod w MMA. Na sylwestrowej gali PRIDE Shockwave pokonał na punkty innego medalistę olimpijskiego Japończyka Hidehiko Yoshidę.
Zawodnik Star Valley High School z Afton i University of Nebraska–Lincoln. All-American w NCAA Division I w 1993, gdzie zajął czwarte miejsce.